# 邙岭站
邙岭站是洛阳轨道交通2号线的地铁车站，位于中华人民共和国河南省洛阳市老城区与西工区交界邙岭大道与王城大道交叉口，于2021年12月26日开通。

## 车站结构
邙岭站位于邙岭大道与王城大道交叉口，沿邙岭大道设置，呈东西走向，为地下两层岛式站台车站，车站长243米，标准段宽19.7米，车站地下一层为站厅层，地下二层为站台层，站台设置全高站台门。
| 地面              | 出入口 | A、B、C、D出入口                                                                                          |
| 地下一层          | 站厅   | 客服中心、自动售票机、验票机                                                                              |
| 地下二层          | 站台层 | \| \| \| █ 2号线往二乔路（終點站） \| \| 島式 · 開左邊车门 \| \| \| \| \| \| █ 2号线往八里堂（国花路） \| |
|                   |        | █ 2号线往二乔路（終點站）                                                                                 |
| 島式 · 開左邊车门 |        | |
|                   |        | █ 2号线往八里堂（国花路）                                                                                 |

## 出入口
邙岭站共设4个出入口，各出口及周围设施如下所示：
| 出口编号            | 照片 | 地点                           | 可到达目的地                                       |
| ------------------- | ---- | ------------------------------ | -------------------------------------------------- |
| A · 出口            |      | 邙岭大道（南），王城大道（东） | 黎明小区，黎明化工研究设计院有限责任公司           |
| B · 出口 · （设有） |      | 邙岭大道（南)，王城大道（西）  | 洛阳职业技术学院红山校区，洛阳鹰航科技发展有限公司 |
| C · 出口            |      | 邙岭大道（北），王城大道（西） | 洛阳黄河科技学校                                   |
| D · 出口            |      | 邙岭大道（北），王城大道（东） | 洛阳牡丹园                                         |
| 图例： 设有         |      |                                |                                                    |

## 接驳交通

### 公交车
- 王城大道邙岭大道口南：37路，83路，301路，303路，369路
- 王城大道邙岭大道口北：83路，301路，303路，369路，709路
- 邙岭大道王城大道东：51路，709路
- 邙岭大道王城大道西：51路

## 历史
本站工程名为王城北路站，正式站名为邙岭站，以车站所处的邙岭社区命名。
- 2021年12月26日，车站随2号线通车开通[1]。